# L'Enquêteur du paranormal
L'Enquêteur du paranormal est une émission de télévision documentaire québécoise animée par Christian Page et diffusée à partir du 19 novembre 2016 sur la chaîne Historia. Cette mini-série met en scène le journaliste et chroniqueur Christian Page parcourant le Canada et les États-Unis, à la recherche de témoins, d’archives et d’explications pour boucler ses enquêtes. Il invitera également des scientifiques à faire la lumière sur certains phénomènes. L’émission s’attarde sur des phénomènes troublants, allant des hantises en passant par la possession, jusqu’à la combustion spontanée et les ovnis.

## Épisodes
1. L'Asile de Sainte-Clotilde-de-Horton
2. Le Poltergeist de la famille Dagg
3. Le Fort De l'île Ste-Hélène & la maison hantée de Contrecœur
4. L'OVNI de la place Bonaventure
5. Les Fantômes du vieux palais de justice de l'Assomption
6. L'Enlèvement de Betty et Barney Hill
7. Amityville, la maison du diable
8. La Combustion humaine spontanée

## Fiche technique
- Animateur : Christian Page
- Narrateur : Patrick Chouinard
- Réalisation : Sébastien Robineau[1]
- Productrice : Marie Danielle Hynes
- Productrice exécutif : Isabelle Maréchal
- Scénario : Yves St-Arnaud
- Direction photo : Didier Beaupré, François Blanchette, Louis-Vincent Blaquière et Jérôme Laflamme
- Montage : Luc Cantin, Guy Picotte et Michel Tougas
- Recherchiste : Catherine Collorec